# Plai (Felsővidra község)
Plai település Romániában, Fehér megyében. Közigazgatásilag Felsővidra község része.

## Fekvése
Fehér megye északi részén helyezkedik el, Topánfalvától nyugatra, Gyulafehérvártól északnyugatra, az Erdélyi-középhegységben. A Mócvidéknek nevezett néprajzi régióhoz tartozik.

## Története, lakossága
A település huzamosabb ideig Felsővidra, majd Târsa része volt, csak 1956 körül vált önálló faluvá. Az 1966-os népszámlálás idején 100 lakosa volt, nemzetiség szerint mind románok. A 2002-es népszámlálás idején 40 román személy lakta a települést.